# Astralarctia pulverosa
Astralarctia pulverosa là một loài bướm đêm thuộc phân họ Arctiinae, họ Erebidae.